# Guêpiers du Lac
El Guêpiers du Lac es un equipo de fútbol de Burundi que milita en la Primera División de Burundi, la liga de fútbol más importante del país.

## Estadio
Su estadio es Stade Makamba.